# Tomáš Berdych
Tomáš Berdych (Valašské Meziříčí, 17 de setembro de 1985) é um ex-tenista profissional da República Tcheca. Seu melhor ranking de simples é o N°. 4 da ATP alcançado em 18 de maio de 2015. Tornou-se profissional em 2002.
Pelo circuito da ATP, o tcheco Tomás Berdych acumula 10 títulos e 17 vice-campeonatos de simples. Já em duplas, ele tem 2 títulos e 1 vice-campeonato.
Sua realização mais notável até o momento foi chegar à final do Grand Slam de Wimbledon em 2010, onde derrotou o então n° 1 do mundo, Roger Federer, nas quartas de final e o então nº 3 do mundo, Novak Djokovic, nas semifinais. Na final, perdeu para o então n° 2 do mundo, Rafael Nadal, em sets diretos.
Seu maior título da carreira até o momento foi o Masters 1000 de Paris em 2005, conquistado ao derrotar o croata Ivan Ljubičić na decisão.
Além de ganhar o Masters 1000 de Paris de 2005, Berdych foi finalista dos Masters 1000 de Miami em 2010, Madrid em 2012 e Monte Carlo em 2015, perdendo o título na final respectivamente para Andy Roddick, Roger Federer e Novak Djokovic.
Berdych é um dos tenistas que alcançou as semifinais nos quatro torneios do Grand Slam. Ele também é um dos poucos jogadores de tênis a derrotar o suíço Roger Federer várias vezes em torneios do Grand Slam.
Em agosto de 2013, ele atingiu o melhor ranking de simples da carreira até o momento, quando chegou a ser n° 5 do ranking mundial masculino.
Nas temporadas de 2012 e 2013, o tcheco Tomás Berdych foi bicampeão da Copa Davis, que é uma competição disputada entre países.
Ele também jogou a mais longa partida de duplas até então do circuito. Quando jogando ao lado do compatriota Lukáš Rosol, derrotou Marco Chiudinelli e Stanislas Wawrinka, na primeira rodada da Copa Davis de 2013, por 6-4, 5-7, 6-4, 6-7 e incríveis 24-22 no quinto set. O jogo foi disputado em 2 de fevereiro de 2013, com duração de 7 horas e 2 minutos.
Sua superfície favorita é a quadra dura, e ele considera seu forehand e serviço como suas principais forças.
Berdych anunciou aposentadoria no final da temporada de 2019. Seu último jogo ocorreu no US Open, quando perdeu para Jenson Brooksby na 1ª fase.

## Biografia
Berdych nasceu em Valašské Meziříčí, Morávia, na Checoslováquia. É filho de Martin Berdych e Hana Berdychová. Seu pai, Martin, foi um engenheiro de trem, enquanto sua mãe, Hana, é uma médica.
Começou a jogar tênis bem cedo, aos 5 anos em Valašské Meziříčí, sua cidade natal. Aos 12 anos venceu o torneio de tênis nacional na categoria até 12 anos e logo depois se mudou para Prostějov, local onde poderia enfrentar mais tenistas de qualidade.
É um grande fã de hóquei no gelo, e seu time favorito é o Detroit Red Wings. Ele conheceu muitos tchecos jogadores da liga nacional de hóquei no gelo; abreviação oficial: NHL (essa é uma organização profissional esportiva composta por times de hóquei no gelo dos Estados Unidos e do Canadá, onde também é conhecida pelo nome francês Ligue Nationale de Hockey-LNH) e a equipe medalha de ouro olímpica de hóquei no gelo de 1998, incluindo Martin Straka, Jaromir Jagr e Dominik Hašek. Todos eles são fãs de tênis e em várias ocasiões foram a Prostějov para jogar ao lado de Berdych. Além do hóquei sobre o gelo, Tomás Berdych também tem como gostos pessoais ouvir música e assistir filmes.
Berdych teve um relacionamento com a tenista profissional tcheca Lucie Šafářová por nove anos. Mas em 2011 ele começou a namorar o modelo tcheca Ester Satorova.
Em 2015, participou de uma campanha de conscientização sobre o câncer de testículo ao posar nu para a revista britânica Cosmopolitan.

## Carreira Júnior
Como Júniores, Tomás Berdych chegou a ser nº 6 do ranking mundial de simples em 2003 (e nº 2 em duplas).
Seu primeiro ponto como profissional veio na República TCheca mesmo, em 2001. Em um future disputado em quadras de saibro, ele estreou vencendo seu compatriota Radovan Svetlik por 6/1 e 6/4. Mas caiu na seqüência diante do compatriota Martin Stepanek, por 3/6, 6/4 e 6/3.
Ainda em 2001, o tcheco Tomás Berdych disputou outro torneio future, tendo sido derrotado na estreia da competição pelo romeno Ion Moldovan em setes diretos, por duplo 6/4.

## 2002: primeiro troféu
Berdych tornou-se profissional em 2002.
Abriu o ano no Challenger de Praga e venceu seu compatriota Dusan Karol em setes diretos, pelas parciais de 6/3 e 6/2. Mas não entrou em quadra pela segunda rodada do torneio.
Neste mesmo ano levantou seu primeiro troféu, em um future disputado em seu país, em quadras de saibro. Na ocasião derrotou 5 compatriotas e seu adversário na final foi Pavel Snobel, e Berdych o venceu por 2 sets a 0, com parciais de 6/2 e 6/3.
Conquistou ainda outro future em casa, mais uma vez derrotando unicamente tchecos. Na final do torneio ele venceu Ladislav Chramosta em setes diretos, pelas parciais de 6/4 e 6/3.

## 2003: estreia em torneios da ATP
Em 2003, estreou com uma final, em um future no carpete de Glasgow, na Escócia. Mas perdeu na decisão do torneio para o sul-africano Wesley Moodie por 2 sets a 0, com um duplo 7/6.
Meses depois, Berdych alcançou duas semifinais de futures na Itália, disputados em quadras de saibro. Mas, foi derrotado em ambos torneios para o russo Igor Andreev.
Depois desses torneios jogou um future em Bournmouth e foi campeão, derrotando na final do torneio ao irlandês Peter Clark em setes diretos, pelas parciais de 6/1 e 6/4.
Na metade da temporada alcançou três semifinais de Challenger no saibro, nas cidades alemãs de Weiden, Braunschweig e Oberstaufen. Perdeu em Weiden para o alemão Bjorn Phau, em Braunschweig para Igor Andreev e em Oberstaufen para o argentino Martín Vassallo Argüello. Neste último torneio enfrentou o brasileiro Marcos Daniel e venceu por duplo 6/4.
A competição seguinte foi em Budaors, na Hungria, onde foi campeão vencendo na decisão do torneio ao búlgaro Ivaylo Traykov em setes diretos, pelas parciais de 6/2 e 6/3.
Em Tampere na Finlândia, foi derrotado nas quartas de final, novamente pelo seu carrasco Igor Andreev. Depois, foi campeão em Graz, na Áustria, vencendo na decisão do torneio ao austríaco Julian Knowle por 2 sets a 1, com parciais de 6/4, 5/7 e 6/2.
Para completar o ano, fez sua estréia em torneios do circuito ATP, e logo de cara um Grand Slam, o US Open. Venceu na estreia o brasileiro naturalizado alemão Tomás Behrend por 5/7, 6/3, 6/2 e 6/3. Mas perdeu na segunda rodada para o argentino Juan Ignacio Chela por 2/6, 6/1, 6/4 e 6/3.
Ainda nessa temporada, o tcheco Tomás Berdych estreou na competição da Copa Davis, e venceu o tailandês Danai Udomchoke por 2 sets a 0, com parciais de 7/6 e 6/3.

## 2004: primeiro título nível ATP
Em 2004, Berdych já focava em torneios nível Challenger e ATP.
Ele começou o ano disputando o Grand Slam do Open da Austrália. Onde venceu na estréia ao francês Nicolas Mahut pelas parciais de 6/4, 6/2, 5/7 e 6/3. Mas na seqüência perdeu para o norte-americano Andre Agassi por 6/0, 6/2 e 6/4.
Foi campeão do Torneio Challenger de Besancon. Onde Tomás Berdych derrotou o francês Julien Benneteau, na decisão da competição, pelo placar de 2 sets a 0, com parciais de 6/3 e 6/1.
O tcheco Tomás Berdych fez sua estreia pelos torneios ATP Masters Séries em Monte Carlo, diante do francês Jean René Lisnard. Porém perdeu a partida por 2 sets a 0, e pelas parciais de 7/5 e 6/3.
No Grand Slam de Roland Garros de 2004, ele também caiu na estreia do torneio, mas desta vez para o tailandês Paradorn Srichaphan por 3 sets a 1, com parciais de 6/3, 6/4, 3/6 e 6/1.
Conseguiu depois disso dois títulos seguidos de torneios Challenger. No primeiro em Weiden, venceu o sérvio Janko Tipsarevic na final por duplo 6/3. Já no segundoe, em Braunschweig, venceu o alemão Daniel Elsner por 4/6, 6/1 e 6/4.
Depois, disputou o Grand Slam de Wimbledon, em Londres. E o tcheco Tomás Berdych caiu na estreia do torneio londrino diante do francês Julien Benneteau por 3 sets a 0, com parciais de 6/3, 7/5 e 6/4.
Seus resultados começaram a ficar mais expressivos a partir de setembro, nos Jogos Olímpicos de verão de 2004, em Atenas, na Grécia. Na ocasião ele venceu o suíço Roger Federer na segunda rodada de virada por 4/6, 7/5 e 7/5. Mas na sequência foi eliminado nas quartas de final pelo tenista norte-americano Taylor Dent, em sets diretos, por 6/4 e 6/1.
Na sequência, pelo Grand Slam do US Open, nos Estados Unidos, venceu Jonas Björkman, Tuomas Ketola e Mikhail Youzhny, mas foi derrotado e eliminado nas oitavas de final pelo alemão Tommy Haas, por 7/6, 6/1 e 7/5.
Pela Copa Davis, em um confronto entre República TCheca e Paraguai, virou uma partida de forma espetacular diante de Ramon Delgado, e venceu pelas parciais de 3/6, 4/6, 6/3, 6/2 e 6/4.
Para culminar, conquistou seu primeiro título no circuito ATP, em Palermo na Itália. Onde nessa competição ele derrotou o espanhol David Ferrer nas semifinais por 7– 5, 6-4 e o italiano Filippo Volandri na final por duplo 6–3.

## 2005: 2° título ATP (Paris Masters)
O ano de 2005 teve um mal início para Tomas Berdych, pois ele começou com três derrotas seguidas, inclusive no Grand Slam do Open da Austrália, onde caiu diante do argentino Guillermo Coria, por 6/2, 6/4 e 6/0.
Até julho não teve grandes destaques em suas campanhas. Caiu na segunda rodada no Grand Slam de Roland Garros, diante de David Nalbandian por 6/3 , 6/2 e 6/1. Alcançou a terceira rodada do Grand Slam de Wimbledon, com derrota para o norte-americano Taylor Dent por 6/3, 7/6 e 6/3.
Ele voltou a jogar em alto nível no ATP de Båstad na Suécia. Onde chegou à final do torneio e vendeu caro sua derrota na decisão para o espanhol Rafael Nadal por 2/6, 6/2 e 6/4.
Alguns torneios depois, ele alcançou a semifinal do ATP de Washington nos EUA. Sendo eliminado do torneio pelo norte-americano James Blake por 2 sets a 0, com parciais de 6/4 e 6/3.
Ainda conseguiu ótima vitória sobre Rafael Nadal na estréia do Masters Séries de Cincinnati por 6/7, 6/2 e 7/6. Mas perdeu em seguida para o russo Mikhail Youzhny no tie-break do terceiro set.
No Grand Slam do Aberto dos E.U.A (US Open) ele chegou à terceira rodada do torneio, mas foi eliminado da competição pelo tenista norte-americano Andre Agassi em quatro sets.
Fez mais alguns torneios sem destaque, até que no Masters Séries de Paris na França, fez uma grande campanha e foi o campeão, derrotando durante o torneio a Jiří Novák, Guillermo Coria, Juan Carlos Ferrero, Gastón Gaudio, Radek Štěpánek e Ivan Ljubičić, este último na final em uma batalha de cinco sets com parciais de 6/3, 6/4, 3/6, 4/6 e 6/4.
No final da temporada, ele estava entre os tenistas com melhor ranking da temporada. E com isso o tcheco terminou o ano entre os principais jogadores do circuito mundial da ATP.

## 2006: primeira final em quadras de grama
Em 2006, Berdych começou a temporada jogando o ATP de Adelaide, onde ele alcançou as semifinais, perdendo para o belga Xavier Malisse por 2 sets a 0, com parciais de 6/4 e 6/0.
No ATP de Halle de 2006 na Alemanha, o tcheco alcançou sua primeira final em torneios de superfície de quadra de grama, mas perdeu o título para o ex-número 1 do mundo Roger Federer por 0–6, 7–6(4), 2–6.
Durante o Indian Wells Masters  ele venceu o australiano Lleyton Hewitt por 2 sets a 0 na terceira rodada, mas perdeu nas oitavas para o cipriota Marcos Baghdatis por 2 sets a 0, com parciais de 4-6 e 1-6.
Ele chegou a terceira rodada do Miami Masters e após ganhar o primeiro set para o argentino David Nalbandian, levou a virada e perdeu por 2 sets a 1, com parciais de 7-6, 1-6 e 0-6.
Logo depois, o tcheco Tomás Berdych perdeu na terceira rodada do Masters de Roma e na segunda rodada dos torneios ATPs de Barcelona e Masters de Monte Carlo.
Depois, ele alcançou sua primeira quarta rodada no Grand Slam de Roland Garros, mas foi eliminado pelo suíço Roger Federer por 3 sets a 0, pelas parciais de 3-6, 2-6 e 6-3.
Pelo Canadá Masters, Tomás Berdych derrotou o espanhol Rafael Nadal nas oitavas de final do torneio, mas foi eliminado pelo francês Richard Gasquet nas quartas de final.
Logo depois, ele conseguiu chegar a quarta rodada do Grand Slam do Aberto dos E.U.A (US Open) de 2006. Sendo eliminado do torneio pelo norte-americano James Blake.
Em seguida, o tcheco chegou a final do ATP de Mumbai, na Índia. Onde perdeu o título do torneio para o russo Dmitry Tursunov por 2 sets a 1, com parciais de 3-6, 6-4 e 6-7.
No Madrid Masters, Berdych eliminou durante o torneio a Andy Roddick por 7-6 e 6-3, e Rafael Nadal por 6-3 e 7-6, mas perdeu para o chileno Fernando González nas semifinais por 3-6 e 6-1.
Já no Paris Masters, ele derrotou o belga Olivier Rochus por 6-7, 6-4 e 6-2 e o norte-americano Robby Ginepri por duplo 6-3, mas perdeu nas quartas para o eslovaco Dominik Hrbatý por 4-6, 6-1 e 2-6.

## 2007: 3° título ATP
Berdych começou o ano, chegando as quartas de final do ATP de Sydney e a quarta rodada do Grand Slam do Open da Austrália, mas foi eliminado para o russo Nikolay Davydenko.
Logo depois, o tcheco Tomás Berdych não teve bom desempenho, pois passou por um mau momento e foi eliminado nas estréias dos torneios ATPs de Roterdã, Dubai, Indian Wells Masters e Miami Masters.
Ele então chegou à semifinal no saibro do Monte Carlo Masters, derrotando durante o torneio a Nicolás Almagro, Benjamin Becker, Tommy Robredo e Robin Soderling, antes de perder para o espanhol Rafael Nadal.
Ele também chegou às semifinais do ATP de Munique na Alemanha, perdendo para o russo Mikhail Youzhny por 6-4 e 6-3. Também foi para as quartas de final do Roma Masters.
O tcheco foi eliminado na primeira rodada do Grand Slam de Roland Garros de 2007 para o espanhol Guillermo García-López por 3 sets a 0, com parciais de 5-7, 4-6 e 4-6.
Depois, ele ganhou o ATP de Halle na Alemanha (seu terceiro título ATP de simples), onde derrotou o cipriota Marcos Baghdatis na final do torneio por 2 sets a 0, com parciais de 7-5 e 6-4.
No Grand Slam de Wimbledon, ele foi para as quartas de final, derrotando durante o torneio a Nicolás Massú, Michaël Llodra, Hyung-Taik Lee e Jonas Björkman, antes de perder para o espanhol Rafael Nadal pelas parciais de 6-7, 4-6 e 2-6.
Já no Canadá Masters, seu primeiro torneio desde o Grand Slam de Wimbledon, o tcheco foi derrotado na primeira rodada da competição para o holandês Robin Haase.
Na semana seguinte, o tcheco disputou o torneio do Masters de Cincinnati, e ele chegou à terceira rodada da competição, antes de ser derrotado para o russo Nikolay Davydenko.
Depois, ele chegou a quarta rodada do Grand Slam do US Open, nos Estados Unidos. Porém foi impedido de avançar na competição ao ser eliminado do torneio pelo norte-americano Andy Roddick.
Logo depois, Berdych chegou à semifinal do ATP da Tailândia de 2007, perdendo para o alemão Benjamin Becker e o no ATP de Tóquio, perdendo para o francês Richard Gasquet.
O último torneio da temporada que o tcheco disputou foi o Masters de Paris, na França. Mas ele perdeu nas oitavas de final da competição para o espanhol David Ferrer, pelas parciais de 4-6 e 2-6.

## 2008: 4° título ATP
O tcheco Tomás Berdych não teve um bom início de temporada em 2008. Pois competindo pela Copa Hopman, ele foi afetado por um vírus estomacal durante o torneio.
Em seguida, Tomás Berdych disputou o ATP de Sydney, na Austrália. Mas o tcheco foi derrotado e eliminado nas quartas de final do torneio australiano pelo tenista da casa Chris Guccione.
Já pelo Grand Slam do Open da Austrália, Tomás Berdych chegou à quarta rodada do torneio. Mas parou aí, pois foi eliminado da competição australiana pelo tenista suíço Roger Federer.
Depois, o tcheco Tomás Berdych teve desempenho ruim nos torneios ATP de Roterdã, Dubai e Indian Wells Masters.
Mas depois, ele chegou a semifinal do Masters de Miami, nos Estados Unidos. Porém foi impedido de chegar a final ao ser eliminado do torneio pelo espanhol Rafael Nadal por 2 sets a 0 e parciais de 6-7 e 2-6.
Na sequência, disputou o Challenger de Prostějov, na República Tcheca. Mas mesmo jogando em casa, Tomas Berdych, então número 13 do ranking mundial, não conseguiu ir longe no torneio tcheco, pois foi eliminado nas quartas de final pelo brasileiro Thomaz Bellucci, pelas parciais de 4/6 e 2/6.
Logo depois, Tomás Berdych foi finalista do ATP de Båstad na Suécia. Porém, perdeu na final do torneio sueco para o espanhol Tommy Robredo, por 2 sets a 0, com parciais de 4–6 e 1–6.
Representando seu país no Jogos Olímpicos de verão de 2008 em Pequim, na China, Berdych avançou até à terceira rodada do torneio olímpico, mas parou aí, pois foi derrotado pelo suíço Roger Federer.
Já pelo Grand Slam do US Open, nos Estados Unidos, o tcheco Tomás Berdych sofreu uma derrota logo na primeira rodada do torneio para o tenista norte-americano Sam Querrey.
No ATP da Tailândia de 2008, o tcheco Tomás Berdych alcançou a semifinal da competição. Mas foi impedido de chegar a decisão do torneio asiático, ao perder para o sérvio Novak Djokovic.
Em outubro de 2008, ele ganhou seu único título do ano, e foi no ATP de Tóquio, no Japão, com vitórias sobre quatro tenistas top-20: Tommy Robredo, Fernando González, Andy Roddick e o argentino Juan Martín del Potro na final por 6–1 e 6–4.

## 2009: 5º título de nível ATP
Berdych não teve um bom começo de temporada, excluindo o Grand Slam do Open da Austrália de 2009, onde ele avançou para a quarta rodada para enfrentar o suíço Roger Federer, mas acabou por ser derrotado em cinco set, por 6-4, 7-6, 4-6, 4-6 e 2-6.
Logo depois o tcheco Tomás Berdych disputou um torneio Challenger, onde chegou a final da competição. Mas perdeu na decisão do torneio para o sueco Robin Soderling.
Depois, ele conseguiu chegar à quarta rodada do torneio Masters 1000 de Miami. Mas foi eliminado da competição norte-americana ao perder para o sérvio Novak Djokovic.
Na temporada de saibro, Berdych não foi bem, e perdeu nas primeiras rodadas em todos os torneios Masters Séries jogados no saibro e no Grand Slam de Roland Garros de 2009.
Depois ele chegou as oitavas de final do ATP 500 de Barcelona, na Espanha. Onde perdeu para o espanhol Fernando Verdasco por 2 sets a 1, com parciais de 5-7, 7-5 e 4-6.
Em maio, ele ganhou o ATP de Munique, na Alemanha (seu único título do ano). Ele foi campeão derrotando o russo Mikhail Youzhny na final do torneio por 6–4, 4–6 e 7–6(5).
No ATP de Halle na Alemanha, Berdych que foi o vencedor do torneio em 2007, perdeu a chance de conquistar o bicampeonato, pois foi derrotado nas oitavas pelo alemão Mischa Zverev por 2 sets a 1, com parciais de 3/6, 6/2 e 7/6 (10/8), após batalha de 2h43min.
A próxima competição que o tcheco Tomás Berdych disputou foi o Grand Slam de Wimbledon, onde ele perdeu na quarta rodada do torneio para o norte-americano Andy Roddick.
Depois, ele perdeu nas primeiras rodadas dos ATPs de Stuttgart e Canadá Masters, mas alcançou as quartas do ATP 500 de Washington, perdendo para o norte-americano John Isner por 3-6, 7-6, 6-2.
O próximo torneio que o tcheco disputou foi o Grand Slam do US Open. E ele conseguiu chegar à terceira rodada, mas foi eliminado do torneio pelo chileno Fernando González.
Logo depois, o tcheco disputou duas competições. E ele chegou as quartas de final dos torneios ATP 250 de Kuala Lumpur, na Malásia e do ATP 500 de Tóquio, no Japão.
Depois, o tcheco sofreu derrotas consecutivas nos torneios Masters 1000 de Xangai, na China e ATP 500 de Valência, na Espanha. E ele foi eliminado em ambas competições pelo francês Gilles Simon.
Em seguida, o tcheco Tomás Berdych alcançou à segunda rodada do Masters 1000 de Paris, na França. Mas foi eliminado do torneio francês pelo espanhol Tommy Robredo.
Ainda em 2009, ele ajudou seu país a alcançar a final da Copa Davis.

## 2010: Semifinalista doGrand Slam de Roland Garrose  vice-campeão doGrand Slam de Wimbledon
Em 2010, o tcheco subiu muito de produção. E ele começou a temporada jogando o ATP 250 de Brisbane, onde ele alcançou as semifinais, antes de perder para o futuro campeão Andy Roddick por 6-1, 3-6 e 6-4.
Em seguida, ele jogou o ATP de Sydney
como cabeça de chave n° 2 da competição e acabou sendo surpreendido nas
oitavas pelo veterano australiano Peter Luczak, que foi convidado da
organização do torneio, o tcheco perdeu por 2 sets a 1, com parciais de 6-1, 4-6 e 2-6.
Já no Grand Slam do Open da Austrália, Tomás Berdych foi eliminado na segunda rodada do torneio pelo russo Evgeny Korolev por 3 Sets a 0, com parciais de 4-6, 4-6 e 5-7.
Logo depois ele jogou o ATP de San Jose, nos E.U.A, e foi derrotado nas quartas de final do torneio para o norte-americano Andy Roddick em sets diretos, por um duplo 7/6 (7/5).
No Masters 1000 de Indian Wells chegou as quartas de final, mas foi superado pelo espanhol Rafael Nadal, então número três do ranking mundial masculino, por 2 Sets a 0, com parciais de 4-6 e 6-7 (4-7).
Logo depois, foi vice-campeão do Masters 1000 de Miami, derrotando durante o torneio a Roger Federer nas oitavas, o espanhol Fernando Verdasco nas quartas, o sueco Robin Söderling nas semifinais, mas perdendo o título na final para o norte-americano Andy Roddick por 5–7 e 4–6.
Em junho, foi Cabeça de chave número 15 do Grand Slam de Roland Garros. E nas quartas de final, o tcheco passou fácil sobre o russo Mikhail Youzhny, por 3 sets a 0, parciais de 6-3, 6-1 e 6-2, e avançou no torneio francês. Mas na semifinal, em uma partida equilibrada, ele perdeu para o sueco Robin Soderling por 3 sets a 2, com as parciais de 6-3, 3-6, 5-7, 6-3 e 6-3.
Já em julho, foi finalista do Grand Slam de Wimbledon, onde derrotou o então n° 1 do mundo, Roger Federer, nas quartas de final e o então n° 3 do mundo, Novak Djokovic, na semifinal, só perdendo na final para o então n° 2 do mundo, Rafael Nadal. Com estes resultados, adentrou ao top 10 do ranking mundial masculino.
Logo depois no ATP 500 de Washington, nos E.U.A, o tcheco foi cabeça de chave número um e estava no auge de sua carreira até o momento, mas foi superado pelo belga Xavier Malisse, que de virada venceu por 2 sets a 1, com parciais de 4/6, 6/3 e 6/2.
No Grand Slam do US Open, Berdych era o cabeça de chave n° 7, mas foi eliminado na primeira rodada do torneio pelo francês Michaël Llodra, pelas parciais de 7-6 (7/3), 6-4 e 6-4.

## 2011: 6° título ATP e semifinal doATP World Tour Finals
Berdych começou o ano de 2011 disputando o ATP de Chennai, onde ele alcançou as semifinais, mas parou aí, pois perdeu para o eventual campeão Stanislas Wawrinka.
No Grand Slam do Open da Austrália, o tcheco Tomás Berdych conseguiu avançar até as quartas de final do torneio, onde foi derrotado pelo eventual campeão Novak Djokovic.
Ele começou sua temporada de saibro jogando no Masters 1000 de Monte Carlo, em Mônaco. Mas foi derrotado nas oitavas de final do torneio para o croata Ivan Ljubičić.
Já no Masters 1000 de Madrid, o tcheco Tomás Berdych alcançou as quartas de final do torneio, mas parou aí, pois perdeu para o brasileiro Thomaz Bellucci em dois sets pelas parciais de 6-7 e 3-6.
Já pelo Masters 1000 de Roma, o tcheco também chegou as quartas de final e também parou aí, pois foi derrotado pelo francês Richard Gasquet pelas parciais de 6-4, 2-6 e 6-4.
Pelo ATP 250 de Nice, Tomás Berdych alcançou sua primeira semifinal da temporada em torneios de quadras de saibro, antes de perder para o eventual campeão Nicolás Almagro.
Já pela primeira rodada do Grand Slam de Roland Garros, o tcheco Tomás Berdych sofreu uma derrota surpreendente em cinco sets para Stéphane Robert por 6-3, 6-3, 2-6, 2-6 e 7-9.
Em preparação para Wimbledon, Berdych disputou o ATP de Halle, realizado na Alemanha. E na primeira rodada ele derrotou Ruben Bemelmans por 5-7, 7-6 e 6-4, depois de salvar três match points. Ele
então derrotou na segunda rodada e quartas de final a Jan Hernych e Viktor Troicki, respectivamente, ambos em dois sets. Nas semifinais, perdeu para o alemão Philipp Petzschner.
Pelo Grand Slam de Wimbledon, Berdych venceu nas três primeiras rodadas a Filippo Volandri, Julien Benneteau e Alex Bogomolov Jr. Na quarta rodada, ele sofreu uma derrota para o norte-americano Mardy Fish.
Seu próximo torneio foi o ATP de Bastad, onde ele alcançou as semifinais, antes de perder para o eventual campeão Robin Söderling por 2 sets a 0, parciais 1-6 e 0-6 em uma hora e 10 minutos de partida.
logo depois, Berdych disputou o Masters 1000 do Canadá. E como ele foi cabeça de chave, ele iniciou a competição na segunda rodada e venceu Alexandr Dolgopolov por 4-6, 6-2 e 6-3. Depois ele venceu o croata Ivo Karlovic nas oitavas com o placar de 6-3 e 7-6. Mas nas quartas de final, perdeu para Janko Tipsarević por 2 sets a 0, com um duplo 6-4.
Berdych competiu depois no Masters 1000 de Cincinnati, nos Estados Unidos. E na segunda rodada, ele venceu Juan Mónaco por 7-6 e 6-0. Na terceira rodada, ele eliminou o espanhol Nicolás Almagro por 6-2 e 6-2. Nas quartas, Berdych derrotou o suíço Roger Federer por 6-2 e 7-6. Nas semifinais, ele enfrentou o sérvio Novak Djokovic. Mas, depois de perder a chance de ganhar o primeiro set quando sacou em 5/4, o tcheco não conseguiu mais nenhum ponto e abandonou o duelo por causa de um problema no ombro, depois de perder a parcial por 7/5.
O próximo torneio que Berdych disputou foi o US Open, último Grand Slam de 2011. E na primeira rodada, ele derrotou o qualifier francês Romain Jouan por 6-2, 7-6 e 6-1. Na segunda rodada, com uma atuação perfeita, ele atropelou o italiano Fabio Fognini com direito a uma bicicleta, marcando inapeláveis 3 sets a 0, parciais de 7/5, 6/0 e 6/0. Já na terceira rodada, o tcheco Tomas Berdych, com dores no ombro direito, desistiu da partida diante do sérvio Janko Tipsarević. O tcheco que desde o Masters 1000 de Cincinnati, sofria com dores no ombro e braço, estava em desvantagem de 4/6 e 5/0, quando anunciou a desistência e quando eram decorridos 1 hora e 10 minutos de jogo.
Em outubro, Berdych disputou o ATP 500 de Pequim na China. E ele derrotou Jürgen Melzer e Philipp Kohlschreiber na primeira e segunda rodada, respectivamente, ambos em dois sets. Nas quartas de final, ele dominou o espanhol Fernando Verdasco e venceu por 6-1 e 6-0. Nas semifinal ele derrotou o francês Jo-Wilfried Tsonga por 6-4, 4-6, 6-1. E Berdych conquistou seu sexto título da carreira e seu primeiro título desde 2009, depois de derrotar o croata Marin Čilić na final pelas parciais de 3–6, 6–4 e 6–1.
Próximo torneio de Berdych foi o Masters 1000 de Xangai. E como um dos cabeças de chave, ele iniciou na segunda rodada. E ele continuou sua boa sequência ao derrotar seu compatriota Radek Štěpánek em sets diretos por 6-4 e 6-3. Mas foi eliminado nas oitavas de final pelo espanhol Feliciano López, por 2 sets a 0, com um duplo 6-4.
Tomás Berdych em seguida disputou o ATP 500 da Basiléia, na Suíça. E o tcheco foi eliminado logo na primeira rodada do torneio suíço para o eventual finalista Kei Nishikori.
Logo depois, Berdych competiu no Masters 1000 de Paris na França. E na segunda rodada, ele derrotou Fernando Verdasco por 6-3 e 7-5. Na terceira rodada, ele venceu Janko Tipsarević por 7-5 e 6-4. Nas quartas, ele eliminou o escocês Andy Murray por 4-6, 7-6 e 6-4 e na semifinal, ele perdeu para o eventual campeão Roger Federer.
No final da temporada ele competiu no torneio ATP World Tour Finals e chegou a semifinal. Mas parou aí, pois perdeu para o francês Jo-Wilfried Tsonga pelas parciais de 3-6 e 5-7.
Encerrou o ano de 2011 como número 7 do ranking mundial masculino.

## 2012: 7° e 8° títulos de nível ATP e semifinalista doGrand Slam do US Open
Iniciando a temporada, Berdych jogou ao lado da compatriota Petra Kvitová e foi campeão da Copa Hopman. Eles ganharam na final os francêses Marion Bartoli e Richard Gasquet por 2 a 0.
Ainda no início da temporada, ele foi quadrifinalista no Grand Slam do Open da Austrália. Sendo impedido de chegar a semifinal devido a derrota sofrida para o espanhol Rafael Nadal. Berdych perdeu de virada em quatro sets, com parciais de 7-6 (7/5), 6-7 (6/8), 4-6 e 3-6, após uma partida acirrada de 4 horas e 16 minutos.
Em fevereiro, o tcheco foi campeão do ATP de Montpelier na França. Na final do torneio ele derrotou o francês Gaël Monfils pelo placar de 2 sets a 1, com parciais de 6–2, 4–6 e 6–3.
Em abril, o tcheco Tomas Berdych venceu o escocês Andy Murray por 2 sets a 1, de virada, com parciais de 6/7 (4/7), 6/2 e 6/3, e garantiu vaga nas semifinais do Masters 1000 de Monte Carlo. Mas na semifinal foi eliminado em três sets para o sérvio Novak Djokovic, que o venceu com os parciais de 6/4, 3/6 e 2/6.
Já no mês de maio foi vice-campeão do Masters 1000 de Madri na Espanha. Eliminado pelo brasileiro Thomaz Bellucci nas quartas de final do Masters 1000 de Madri em 2011, o tcheco Tomas Berdych chegou a final da edição 2012 do torneio ao derrotar o argentino Juan Martín del Potro na semifinal por 2 sets a 0, com parciais de 7-6(5) e 7-6(6), em 2 horas e 18 minutos de duração. Na final ele perdeu para o suíço Roger Federer pelas parciais de 6–3, 5–7 e 5-7.
No início de junho, Berdych foi eliminado nas oitavas de final do Grand Slam de Roland Garros. Ele foi derrotado pelo argentino Juan Martín del Potro por 6/7, 6/1, 3/6 e 5/7. Tomas Berdych, então sétimo do mundo, reclamou de ter que jogar com pouca luz natural e de ter seu jogo adiado para o outro dia. E ao final da partida ele disse: "Não é uma questão de programação, mas sim é a hora de fazer algo com este lugar. Se você vê todo lugar aqui tem luz. Não precisamos jogar uma sessão noturna, mas pelo menos poderíamos ter luzes decentes para finalizar os jogos", declarou o tcheco.
No final de junho, Berdych protagonizou a primeira zebra no Grand Slam de Wimbledon. Pois logo no primeiro dia, o tcheco Tomas Berdych, então número 7 do ranking mundial masculino e cabeça de chave 6 do torneio, deu adeus à disputa do Grand Slam britânico. Ele foi derrotado pelo letão Ernests Gulbis, então 87º colocado no ranking, por 3 sets a 0, com triplo 6/7, em 2 horas e 34 minutos de partida.
Em agosto, mais uma vez foi vice-campeão, mas desta vez foi no ATP de Winston-Salem nos EUA, onde perdeu na final do torneio para o norte-americano John Isner por 6–3, 4–6 e 6–7(9/11).
No final de julho, então número 7 do mundo, o tcheco Tomas Berdych protagonizou a primeira surpresa do torneio de tênis dos Jogos Olímpicos de Londres, ao ser derrotado na estreia pelo belga Steve Darcis, que era apenas o 75º colocado do ranking. Na quadra central do All England Club, mesmo local onde foi disputado o torneio de Wimbledon, Darcis bateu Berdych por 2 sets a 0, com um duplo 6-4, em 1 hora e 26 minutos de partida.
Em setembro, pelo Grand Slam do US Open, Berdych voltou a jogar um tênis de alto nível e eliminou o suíço Roger Federer nas quartas de final por 3 sets a 1, com parciais de 7/6(1), 6/4, 3/6 e 6/4, garantindo assim vaga inédita nas semifinais do Grand Slam norte-americano. Na semifinal, o tcheco encarou o atual campeão olímpico Andy Murray. E Tomás Berdych ficou fora da grande final do Grand Slam nova-iorquino ao perder de virada para Murray por 3 sets a 1, com parciais de 7-5, 2-6, 1-6, 6-7 (7/9).
Ainda em setembro, ajudou a República Tcheca a voltar à final da Copa Davis. A equipe tcheca garantiu vaga na decisão com a vitória de Tomas Berdych sobre o argentino Carlos Berlocq, substituto de Juan Martín del Potro, afastado por lesão no punho esquerdo. O então número seis do mundo não teve dificuldades para vencer por 3 sets a 0, parciais de 6/3, 6/3 e 6/4, e abrir 3 a 1 no placar geral contra a Argentina, para a decepção dos torcedores argentinos presentes no Parque Roca, em Buenos Aires.
Em outubro, Tomas Berdych chegou as semifinais do Masters 1000 de Xangai. Para isso, o tenista tcheco eliminou o francês Jo-Wilfried Tsonga nas quartas de final por 2 sets a 0 (parciais de 6/3 e 7/6). O rival na luta pela vaga na final foi o sérvio Novak Djokovic, então n° 2 do mundo. E Djokovic aproveitou a irritação do tcheco com a arbitragem e o venceu sem grandes dificuldades na semifinal do Masters 1000 de Xangai por 2 a 0, com parciais de 3/6 e 4/6.
Ainda em outubro, foi campeão do ATP 250 de Estocolmo na Suécia. Na decisão do torneio sueco ele venceu o francês Jo-Wilfried Tsonga pelo placar de 2 sets a 1 e parciais de 4–6, 6–4 e 6–4.
No início de novembro, então sexto colocado no ranking mundial, o tcheco Tomás Berdych foi cabeça de chave n° 5 do Masters 1000 de Paris. Mas ele foi eliminado nas quartas de final pelo francês Gilles Simon por um duplo 4/6.

## 2013: três finais, mas nenhum título
No dia 2 de fevereiro de 2013, ele disputou a mais longa partida de duplas até então do circuito. Quando jogando ao lado do compatriota Lukáš Rosol, derrotou a parceria suíça formada por Marco Chiudinelli e Stanislas Wawrinka, pela primeira rodada da Copa Davis de 2013, por 6-4, 5-7, 6-4, 6-7 e incríveis 24-22 no quinto set. A partida teve a duração de 7 horas e 2 minutos.
Ainda em fevereiro, foi vice-campeão do ATP 250 de Marselha na França, onde perdeu na decisão para o francês Jo-Wilfried Tsonga pelo placar de 2 sets a 1, com parciais de 6–3, 6–7(6/8) e 4-6.
No início do mês de março foi vice-campeão do ATP 500 de Dubai nos Emirados Árabes, ao perder na final do torneio para o sérvio Novak Djokovic pelas parciais de 5–7 e 3–6.
Em abril, ele foi surpreendido nas oitavas de final do Masters 1000 de Monte Carlo pelo italiano Fabio Fognini. Quarto cabeça de chave, o tcheco deu adeus ao torneio monegasco ao perder para o italiano por 2 sets a 0, com parciais de 4-6 e 2-6.
No final de maio, o tcheco Tomas Berdych, então número seis do mundo, foi eliminado pelo francês Gaël Monfils na primeira rodada do Grand Slam de Roland Garros. Monfils, que foi finalista do torneio de Roland Garros em 2008, venceu a partida em cinco sets, com parciais de 6-7 (8/10), 4-6, 7-6 (7/3), 7-6 (7/4) e 5-7.
Em junho, foi cabeça de chave número 2 do ATP de Queen's, mas o tcheco foi eliminado nas quartas de final do torneio pelo croata Marin Čilić por 2 sets a 0, com parciais de 5/7 e 6/7 (4/7).
Durante o mês de julho, Tomás Berdych foi derrotado de forma surpreendente pelo holandês Thiemo de Bakker e acabou eliminado nas quartas de final do ATP de Båstad na Suécia. Então sexto colocado do ranking mundial e Cabeça de chave número 1 do ATP 250 sueco, que foi realizado em quadras de saibro, o tenista tcheco foi derrotado por 2 sets a 0, com duplo 5/7.
Já no mês de setembro, Berdych e seu compatriota Štěpánek levaram a República Tcheca à final da Copa Davis de 2013, ao derrotarem os argentinos Carlos Berlocq e Horacio Zeballos na disputa de duplas. O tcheco Tomás Berdych, então número cinco do mundo, e Radek Štěpánek, campeão de duplas no US Open de 2013, venceram os sulamericanos pelas parciais de 6-3, 6-4 e 6-2, dando à equipe tcheca uma vantagem de 3-0 na semifinal e uma vaga em sua terceira final de Copa Davis em cinco anos.
Ainda em setembro, mais uma vez foi vice-campeão, mas desta vez do ATP de Bangkok na Tailândia, ao perder na final para o canadense Milos Raonic pelo placar final de 6-7(4–7) e 3-6.
Em novembro, o tcheco Tomás Berdych estava entre os tenistas com melhor ranking da temporada. E com isso, ele ganhou o direito de disputar o ATP World Tour Finals, mas foi eliminado na fase de grupos.
Ainda em novembro, fez parte da equipe tcheca que se sagrou bicampeã da Copa Davis. Os tchecos fecharam o confronto contra os tenistas da Sérvia por 3 a 2, na série melhor de cinco jogos, disputados no piso duro de Belgrado na Sérvia. Jogando pela Sérvia, Novak Djokovic venceu os dois jogos, contra Radek Štěpánek e Tomas Berdych. Mas a dupla formada por Tomas Berdych e Radek Štěpánek derrotou Nenad Zimonjić e Ilija Bozoljac. E nas outras duas partidas de simples os tchecos Tomas Berdych e Radek Štěpánek também venceram cada um seu jogo e assim fecharam o confronto com a Sérvia por 3 a 2.

## 2014: 9° e 10° títulos ATP e semifinalista doGrand Slam do Open da Austrália
No início da temporada, ele foi semifinalista do Grand Slam do Open da Austrália. Onde nas quatro rodadas iniciais, o tcheco passou por seus adversários com ampla superioridade, sem perder parciais, nem games em que teve o serviço na mão. Nas quartas ele derrotou o espanhol David Ferrer por 3 sets a 1, parciais de 6/1, 6/4 ,2/6 e 6/4, e se classificou à semifinal do Open da Austrália, primeiro Grand Slam do ano. Mas foi impedido de chegar a final devido a derrota sofrida para o suíço Stanislas Wawrinka na semifinal.
Em fevereiro, o tcheco Tomas Berdych que passou dois anos sem comemorar um título no circuito profissional masculino de tênis, finalmente pôs fim ao jejum e conquistou o ATP 500 de Roterdã na Holanda, derrotando na final o croata Marin Čilić pelo placar de 6–4 e 6–2. Berdych não era campeão desde o ATP 250 de Estocolmo de 2012. Na temporada de 2013, ele chegou a decisão do ATP 500 de Dubai e dos ATPs 250 de Marselha e Bangkok, mas foi derrotado nas três oportunidades. Durante o período de jejum no circuito profissional, no entanto, Berdych conseguiu levar a República Tcheca ao bicampeonato da Copa Davis, competição entre países, em 2012 e 2013. Antes disso, a nação tcheca tinha conquistado o torneio da Copa Davis apenas uma vez, que foi no longínquo ano de 1980, ainda como Tchecoslováquia.
Já no início do mês de março, ele foi vice-campeão do ATP 500 de Dubai nos Emirados Árabes, ao perder na final do torneio para o suíço Roger Federer pelas parciais de 6-3, 4-6 e 3-6.
Ainda em marco de 2014, o tcheco disputou o Masters 1000 de Indian Wells, nos E.U.A. E o tcheco Tomas Berdych (então 5º do ranking) foi eliminado na segunda rodada pelo espanhol Roberto Bautista (então 53º colocado do ranking), por 2 sets a 1, parciais de 6-4, 2-6 e 4-6.
Em maio, de forma surpreendente, ele foi derrotado na final do Torneio de Oeiras (ATP 250 português). Na decisão o tcheco Tomas Berdych, primeiro cabeça de chave do torneio e então sexto colocado no ranking mundial, perdeu de virada, para o argentino Carlos Berlocq por 2 sets a 1, com parciais de 6-0, 5-7 e 1-6, em 2 horas e 9 minutos de duração.
Logo depois, Berdych caiu nas quartas de final do Grand Slam de Roland Garros. Então sexto colocado do ranking mundial masculino, ele perdeu para o letão Ernests Gulbis por 3 sets a 0, parciais de 3/6, 2/6 e 4/6, em uma partida que teve 1 hora e 59 minutos de duração.
Em junho, em preparação para o Torneio de Wimbledon, Tomas Berdych foi um dos favoritos na luta por uma vaga na semifinal do ATP de Queen's, em Londres. Mas, o tenista tcheco, então segundo pré-classificado, acabou sendo eliminado nas quartas de final pelo espanhol Feliciano López, que triunfou por 4/6 e 6/7 (7/9).
Ainda no mês de junho, Berdych foi eliminado na terceira rodada do Grand Slam de Wimbledon, o mais tradicional do calendário. Cabeça de chave 6, ele caiu no Grand Slam londrino diante do croata Marin Čilić por 3 sets a 0, com parciais de 6/7 (5), 4/6 e 6/7 (6).
Em julho, foi cabeça de chave n° 1 do ATP 500 de Washington. Porém, Tomas Berdych foi eliminado nas oitavas de final da competição, que foi disputada em quadras de piso duro, pelo canadense Vasek Pospisil, por 2 sets a 0, com parciais de 6/2 e 6/4.
Em agosto, o tcheco Tomas Berdych foi eliminado na estreia do Masters 1000 de Cincinnati, nos Estados Unidos. De virada, o então número 5 do ranking mundial perdeu para o taiwanês Yen-Hsun Lu, então 43º colocado no ranking, por 2 sets a 1, com parciais de 6/3, 3/6 e 4/6, em 1 horas e 44 minutos de duração.
Ainda em setembro, apesar do ligeiro favoritismo do tcheco Tomás Berdych sobre o rival, ele foi dominado pelo croata Marin Čilić e caiu nas quartas de final do Grand Slam do US Open por 3 sets a 0, pelas parciais de 2/6, 4/6 e 6/7 (4).
Em outubro, Berdych disputou o ATP 500 de Pequim na China. E em pouco mais de uma hora de jogo, o tcheco foi derrotado na final do torneio pelo sérvio Novak Djokovic, pelas arrasadoras parciais de 0-6 e 2-6 e foi vice-campeão do ATP 500 de Pequim.
Ainda em outubro, Berdych ganhou pela segunda vez o ATP 250 de Estocolmo na Suécia. Esse que foi seu décimo título na carreira, sendo o segundo na temporada de 2014. Na final do torneio sueco, Tomas Berdych conquistou uma importante vitória de virada contra o búlgaro Grigor Dimitrov, com parciais de 5/7, 6/4 e 6/4 em 2 horas e 20 minutos de disputa.
Um dia depois de garantir sua vaga para o ATP World Tour Finals de 2014, Tomas Berdych e o canadense Milos Raonic jogaram em altíssimo nível pela semifinal do Masters 1000 de Paris, mas a vitória ficou com o canadense, que levou a melhor em três sets, com parciais de 3/6, 6/3 e 5/7 em 2 horas e 08 minutos de intensa disputa.
Em novembro, o tcheco Tomás Berdych estava entre os tenistas com melhor ranking da temporada. E com isso, ele ganhou o direito de disputar o ATP World Tour Finals, em Londres, mas foi eliminado na fase de grupos.
No final do ano, disposto a dar um salto em sua carreira, Tomas Berdych iniciou sua preparação para a temporada 2015 com mudanças significativas em sua equipe técnica. Então 7º colocado no ranking mundial masculino, o tcheco contratou Daniel Vallverdu, ex-integrante do time de Andy Murray, como seu novo técnico. O venezuelano radicado na Espanha substituiria Tomas Krupa, que o acompanhava no circuito ATP desde 2009. Além de Vallverdu, o tcheco informou que o seu preparador físico para a temporada 2015 seria Azuz Simcich, em substituição a David Vydra. O tenista confirmou essas informações pelas redes sociais: "Queridos fãs, meu novo técnico em 2015 será Danny Vallverdu e Azuz Simcich. Obrigado Tomas Krupa e David Vydra pelo ótimo tempo juntos", publicou.
O tcheco Tomás Berdych encerrou a temporada de 2014 como 7° do ranking mundial masculino. E assim, pela quinta vez consecutiva ele terminou o ano no Top 10 do ranking da ATP.

## 2015
A estreia de Tomás Berdych no circuito ATP de 2015 ocorreu no início de janeiro, pelo ATP 250 de Doha. E com propriedade o tcheco, cabeça de chave número 3 do torneio, despachou na primeira rodada o uzbeque Denis Istomin em sets diretos, com placar final de 6/1 e 6/4. Na segunda rodada, o tcheco venceu com facilidade o esloveno Blaz Kavcic por 6/1 e 6/2. Na terceira rodada, em partida válida pelas quartas de final, Berdych precisou de apenas 57 minutos para arrasar o francês Richard Gasquet por 6/2 e 6/1. Na semifinal, o tcheco também não encontrou grande resistência do italiano Andreas Seppi e conseguiu a vitória em sets diretos, com placar final de 6/2 e 6/3. Já na final do ATP 250 de Doha, ele foi derrotado pelo espanhol David Ferrer por 2 sets a 0, parciais de 4/6 e 5/7.
O próximo torneio que ele disputou foi o Grand Slam do Open da Austrália. E como sétimo principal favorito ao título, Tomás Berdych venceu o colombiano Alejandro Falla na estreia por 3 sets a 0 e parciais de 6/3, 7/6 (7-1) e 6/3. Na segunda rodada, ele sem grandes dificuldades derrotou o austríaco Jurgen Melzer por 3 sets a 0, com parciais de 7/6 (7-0), 6/2 e 6/2. Pela terceira rodada, ele não teve problemas e derrotou o sérvio Viktor Troicki por 3 sets a 0, com parciais de 6/4, 6/3 e 6/4. Nas oitavas de final, ele derrotou o australiano Bernard Tomic por 3 sets a 0, com parciais de 6/2, 7/6 (7-3) e 6/2. Pelas quartas de final, ele quebrou um tabu, pois depois de ter perdido 17 vezes seguidas para o espanhol Rafael Nadal, enfim o tcheco conseguiu vencê-lo. E a vitória veio com um placar surpreendente, uma vez que Nadal, então número 3 do ranking mundial, não conseguiu vencer um set sequer, chegou a levar um “pneu” no segundo set e perdeu por 6/2, 6/0 e 7/6(5) em apenas 2 horas e 13 minutos de jogo. Já na semifinal, ele enfrentou o escocês Andy Murray e chegou a dar a impressão de que poderia conquistar mais uma vitória. Pois no primeiro set, o mais disputado da partida, cada tenista conquistou uma quebra de saque e assim eles forçaram a disputa do tie-break, no qual Berdych brilhou nos momentos decisivos para vencer por 8/6. Porém, nos próximos sets Murray deu início a uma reação avassaladora, chegando a aplicar um "pneu" no segundo set, e derrotou o tcheco Tomás Berdych por 3 sets a 1, de virada, com parciais de 7/6(6), 0/6, 3/6 e 5/7.
Em fevereiro, Tomás Berdych, então número sete do mundo, estreou com boa vitória no ATP 500 de Roterdã na Holanda. Atual campeão do torneio holandês, Berdych superou o lucky-loser alemão Tobias Kamke por 2 sets a 0 e parciais de 6/1 7/5. Nas oitavas de final, ele venceu o italiano Andreas Seppi por 2 sets a 1, com parciais de 6/0, 3/6 e 6/3. Pelas quartas de final, Berdych superou o francês Gael Monfils, então 21º colocado do ranking mundial, por 2 sets a 0 e parciais de 6/1 e 6/4. Na partida seguinte, ele se classificou para a decisão da competição ao atropelar o francês Gilles Simon com uma vitória por 6-2 e 6-1. Na finalíssima, o tcheco Tomas Berdych, que lutava pelo bicampeonato do torneio, perdeu de virada, para o suíço Stanislas Wawrinka por 2 sets a 1, parciais de 6/4, 3/6 e 4/6.
Logo depois, Tomás Berdych disputou o ATP 500 de Dubai, nos Emirados Árabes Unidos. E ele venceu o francês Jeremy Chardy na estreia por 2 sets a 0, com parciais de 7/6(2) e 6/4. Logo depois, mediu forças com o italiano Simone Bolelli. E nesse jogo ele alcançou uma marca importante em sua carreira. Pois ao derrotar o italiano, em partida válida pelas oitavas de final, o tcheco alcançou a expressiva marca de 500 vitórias na carreira. Em seguida, ele derrotou o ucraniano Sergiy Stakhovsky pelas quartas de final. Mas na semifinal, perdeu para o sérvio Novak Djokovic por 0/6, 7/5 e 4/6.
Em seguida, o tcheco Tomas Berdych venceu em sua estreia no Masters 1000 de Indian Wells, nos E.U.A. Então cabeça de chave número 9 do torneio, ele despachou o ucraniano Sergiy Stakhovsky em sets diretos por 6/1 e 6/4. Na próxima rodada, com a consistência habitual desde o início da temporada ele superou o norte-americano Steve Johnson, também em sets diretos, com parciais de 6/4 e 6/2. Em seguida, pelas oitavas de final, ele travou um bom duelo com o seu compatriota Lukas Rosol, marcando 2 sets a 1, com parciais de 6/2, 4/6 e 6/4. Já nas quartas de final, Berdych foi eliminado da competição ao perder, com direito a "pneu", do suíço Roger Federer por 2 sets a 0, pelas parciais de 4/6 e 0/6.
Na semana posterior, o checo Tomas Berdych disputou Masters 1000 de Miami, nos E.U.A. Onde por ser um dos cabeças de chave iniciou a competição na segunda rodada. E ele teve dificuldades em sua estreia para vencer o sul-coreano Heyon Chung, de 18 anos e então 121º colocado no ranking mundial. Então número 9 do mundo, ele derrotou o jovem tenista asiático por 2 sets a 0, com parciais de 6/3 e 6/4. Em seguida, o tcheco precisou de 2 horas e 25 minutos para salvar 4 match points e virar a partida de altíssimo nível contra
o jovem tenista australiano Bernard Tomic, em jogo válido pela terceira rodada. As parciais foram 6/7(4) 7/6(3) e 6/1. Depois, pelas oitavas de final, o tcheco venceu o primeiro set por 6/3 e vencia o segundo por 3/2 quando o francês Gaël_Monfils sentiu dores no quadril após uma queda e abandonou a partida. Logo depois, o tcheco venceu o argentino Juan Mónaco nas quartas de final pelo placar de 2 sets a 0, com parciais de 6/3 e 6/4. Já nas semifinais, em jogo cheio de quebras, Berdych perdeu para o escocês Andy Murray em sets diretos, por duplo 4/6.
Depois, foi finalista do Masters 1000 de Monte Carlo em Mônaco. Onde na final, Tomás Berdych perdeu a partida e o título do torneio para o sérvio Novak Djokovic, em jogo complicado, por 2 sets a 1, parciais de 5/7, 6/4 e 3/6.

## Grand Slam finais

### Simples: 1 (1 vice)
| Resultado | Ano  | Campeonato | Piso  | Oponente     | Placar        |
| --------- | ---- | ---------- | ----- | ------------ | ------------- |
| Vice      | 2010 | Wimbledon  | Grama | Rafael Nadal | 3–6, 5–7, 4–6 |

## Masters 1000 finais

### Simples: 4 (1 título, 3 vices)
| Resultado | Ano  | Campeonato          | Piso        | Oponente       | Placar                  |
| --------- | ---- | ------------------- | ----------- | -------------- | ----------------------- |
| Campeão   | 2005 | Paris Masters       | Carpete (i) | Ivan Ljubičić  | 6–3, 6–4, 3–6, 4–6, 6–4 |
| Vice      | 2010 | Miami Open          | Duro        | Andy Roddick   | 5–7, 4–6                |
| Vice      | 2012 | Madrid Open         | Saibro      | Roger Federer  | 6–3, 5–7, 5–7           |
| Vice      | 2015 | Monte-Carlo Masters | Saibro      | Novak Djokovic | 5–7, 6–4, 3–6           |

## ATP finais

### Simples: 27 (10 títulos, 17 vices)
| Legenda                           |
| --------------------------------- |
| Grand Slam (0–1)                  |
| ATP World Tour Finals (0–0)       |
| ATP World Tour Masters 1000 (1–3) |
| ATP World Tour 500 Series (3–4)   |
| ATP World Tour 250 Series (6–9)   |

| Títulos pro Piso |
| ---------------- |
| Duro (6–10)      |
| Saibro (2–5)     |
| Grama (1–2)      |
| Carpete (1–0)    |

| Resultado | N.  | Data               | Torneio                                               | Piso        | Oponente              | Placar                  |
| --------- | --- | ------------------ | ----------------------------------------------------- | ----------- | --------------------- | ----------------------- |
| Campeão   | 1.  | Setembro 27, 2004  | Campionati Internazionali di Sicilia, Palermo, Itália | Saibro      | Filippo Volandri      | 6–3, 6–3                |
| Vice      | 1.  | Julho 4, 2005      | Swedish Open, Båstad, Suécia                          | Saibro      | Rafael Nadal          | 6–2, 2–6, 4–6           |
| Campeão   | 2.  | Outubro 31, 2005   | Paris Masters, Paris, França                          | Carpete (i) | Ivan Ljubičić         | 6–3, 6–4, 3–6, 4–6, 6–4 |
| Vice      | 2.  | Junho 12, 2006     | Halle Open, Halle, Alemanha                           | Grama       | Roger Federer         | 0–6, 7–6(7–4), 2–6      |
| Vice      | 3.  | Setembro 25, 2006  | Kingfisher Airlines Tennis Open, Mumbai, Índia        | Duro        | Dmitry Tursunov       | 3–6, 6–4, 6–7(5–7)      |
| Campeão   | 3.  | Junho 11, 2007     | Halle Open, Halle, Alemanha                           | Grama       | Marcos Baghdatis      | 7–5, 6–4                |
| Vice      | 4.  | Julho 7, 2008      | Swedish Open, Båstad, Suécia                          | Saibro      | Tommy Robredo         | 4–6, 1–6                |
| Campeão   | 4.  | Outubro 5, 2008    | Japan Open, Tokyo, Japão                              | Duro        | Juan Martín del Potro | 6–1, 6–4                |
| Campeão   | 5.  | Maio 11, 2009      | Bavarian Open, Munich, Alemanha                       | Saibro      | Mikhail Youzhny       | 6–4, 4–6, 7–6(7–5)      |
| Vice      | 5.  | Abril 4, 2010      | Miami Open, Miami, EUA                                | Duro        | Andy Roddick          | 5–7, 4–6                |
| Vice      | 6.  | Julho 4, 2010      | Wimbledon, Londres, Reino Unido                       | Grama       | Rafael Nadal          | 3–6, 5–7, 4–6           |
| Campeão   | 6.  | Outubro 9, 2011    | China Open, Beijing, China                            | Duro        | Marin Čilić           | 3–6, 6–4, 6–1           |
| Campeão   | 7.  | Fevereiro 5, 2012  | Open Sud de France, Montpellier, França               | Duro (i)    | Gaël Monfils          | 6–2, 4–6, 6–3           |
| Vice      | 7.  | Maio 13, 2012      | Madrid Open, Madrid, Espanha                          | Saibro      | Roger Federer         | 6–3, 5–7, 5–7           |
| Vice      | 8.  | Agosto 25, 2012    | Winston-Salem Open, Winston-Salem, EUA                | Duro        | John Isner            | 6–3, 4–6, 6–7(9–11)     |
| Campeão   | 8.  | Outubro 21, 2012   | Stockholm Open, Estocolmo, Suécia                     | Duro (i)    | Jo-Wilfried Tsonga    | 4–6, 6–4, 6–4           |
| Vice      | 9.  | Fevereiro 24, 2013 | Open 13, Marseille, França                            | Duro (i)    | Jo-Wilfried Tsonga    | 6–3, 6–7(6–8), 4–6      |
| Vice      | 10. | Março 2, 2013      | Dubai Tennis Championships, Dubai, EAU                | Duro        | Novak Djokovic        | 5–7, 3–6                |
| Vice      | 11. | Setembro 29, 2013  | PTT Thailand Open, Bangkok, Tailândia                 | Duro (i)    | Milos Raonic          | 6–7(4–7), 3–6           |
| Campeão   | 9.  | Fevereiro 16, 2014 | Rotterdam Open, Rotterdam, Holanda                    | Duro (i)    | Marin Čilić           | 6–4, 6–2                |
| Vice      | 12. | Março 1, 2014      | Dubai Tennis Championships, Dubai, EAU                | Duro        | Roger Federer         | 6–3, 4–6, 3–6           |
| Vice      | 13. | Maio 4, 2014       | Portugal Open, Oeiras, Portugal                       | Saibro      | Carlos Berlocq        | 6–0, 5–7, 1–6           |
| Vice      | 14. | Outubro 5, 2014    | China Open, Beijing, China                            | Duro        | Novak Djokovic        | 0–6, 2–6                |
| Campeão   | 10. | Outubro 19, 2014   | Stockholm Open, Estocolmo, Suécia (2)                 | Duro (i)    | Grigor Dimitrov       | 5–7, 6–4, 6–4           |
| Vice      | 15. | Janeiro 10, 2015   | Qatar Open, Doha, Qatar                               | Duro        | David Ferrer          | 4–6, 5–7                |
| Vice      | 16. | Fevereiro 15, 2015 | Rotterdam Open, Rotterdam, Holanda                    | Duro (i)    | Stan Wawrinka         | 6–4, 3–6, 4–6           |
| Runner-up | 17. | Abril 19, 2015     | Monte-Carlo Masters, Monte Carlo, Mônaco              | Saibro      | Novak Djokovic        | 5–7, 6–4, 3–6           |

### Duplas: 3 (2 títulos, 1 vice)
| Legenda                           |
| --------------------------------- |
| Grand Slam (0–0)                  |
| ATP World Tour Finals (0–0)       |
| ATP World Tour Masters 1000 (0–0) |
| ATP World Tour 500 Series (1–1)   |
| ATP World Tour 250 Series (1–0)   |

| Títulos por Piso |
| ---------------- |
| Duro (2–1)       |
| Saibro (0–0)     |
| Grama (0–0)      |
| Carpete (0–0)    |

| Resultado | N. | Data               | Campeonato                         | Piso     | Parceiro        | Oponente                              | Placar                |
| --------- | -- | ------------------ | ---------------------------------- | -------- | --------------- | ------------------------------------- | --------------------- |
| Campeão   | 1. | Fevereiro 24, 2008 | Rotterdam Open, Rotterdam, Holanda | Duro (i) | Dmitry Tursunov | Philipp Kohlschreiber Mikhail Youzhny | 7–5, 3–6, [10–7]      |
| Vice      | 1. | Agosto 8, 2010     | Washington Open, Washington, EUA   | Duro     | Radek Štěpánek  | Mardy Fish Mark Knowles               | 6–4, 6–7(7–9), [7–10] |
| Campeão   | 2. | Janeiro 3, 2014    | Qatar Open, Doha, Qatar            | Duro     | Jan Hájek       | Alexander Peya Bruno Soares           | 6–2, 6–4              |